# Paul Grieco
Paul Grieco est un chimiste organicien à l'Université d'État du Montana. Ses recherches portent sur la synthèse totale de produits naturels et l'étude des effets des solvants dans diverses réactions organiques. Il reçoit plusieurs prix pour son travail, dont le prix Arthur C. Cope Scholar de l'American Chemical Society (ACS) en 1990  et le prix ACS pour un travail créatif en chimie organique synthétique en 1991. Parmi ses contributions figurent deux noms de réactions : l'élimination de Grieco et la condensation à trois composants de Grieco.